# Breathe (песня G-Dragon)
«Breathe» (корейский: 브리드) — песня, написанная южнокорейским певцом G-Dragon и выпущенная как второй сингл с его дебютного альбома Heartbreaker. Хотя сингл не попал в чарты так высоко, как его предшественник, он все же оказался в топ-20 корейского музыкального чарта.

## Релиз
На фоне разногласий по поводу обвинения предыдущего сингла певца в плагиате, G-Dragon быстро выпустил свой следующий сингл «Breathe» для продвижения альбома. Песня попала в топ-20 корейского музыкального чарта. Лирика, изображающая певца, не желающего просыпаться ото сна, была оценена журналистом Newsen как «сильная» и «впечатляющая».

## Список композиций
1. «Breathe» — 3:43

## Клип
Как и в клипе «Heartbreaker», в «Breathe» певец танцует на белом фоне. К самому видео был добавлен 20-секундный тизер в конце музыкального клипа «Heartbreaker» перед официальным релизом. В конце видео показан короткий тизер его следующей песни «A Boy». По состоянию на декабрь 2022 видео набрало более 16 миллионов просмотров на YouTube.

## Инцидент
Во время исполнения песни «Breathe» на своем концерте «Shine a Light» G-Dragon, как утверждается, «делал сексуально провокационные жесты», когда он, якобы, прижимался к своей танцовщице о подпертую кровать. Министерство здравоохранения, социального обеспечения и по делам семьи Кореи позже обратилось в прокуратуру с просьбой расследовать, нарушили ли G-Dragon или YG Entertainment законы о непристойных выступлениях на его концерте. Он был признан невиновным, и 15 марта 2010 г. с него были сняты все обвинения.